# 328
Évszázadok: 3. század – 4. század – 5. század
Évtizedek: 270-es évek – 280-as évek – 290-es évek – 300-as évek – 310-es évek – 320-as évek – 330-as évek – 340-es évek – 350-es évek – 360-as évek – 370-es évek
Évek: 323 – 324 – 325 – 326 –  327 – 328 – 329 – 330 – 331 – 332 – 333

## Események

### Római Birodalom
- Flavius Ianuarinust és Vettius Iustust választják consulnak.
- Constantinus császár Dacia visszafoglalását tervezi, ezért hidat építtet a Dunán a moesiai Oescus és az északi parton fekvő Sucidava között.
- Meghal Alexandrosz, Alexandria patriárkája. Utóda Athanasziosz, az arianizmus kíméletlen ellenfele.
- Elkészül az Imru al-Kaisz király sírjára vésett namarai felirat, az arab nyelv egyik legkorábbi emléke.

### Kína
- Szu Csün lázadó hadvezér elfoglalja és kirabolja a fővárost, Csiankangot, majd saját embereit ülteti a kormányzati pozíciókba. A hatéves Cseng császár helyett kormányzó Jü Liang  a tartományi kormányzók segítségével megpróbálja elűzni Szu Csünt, aki sorra nyeri a csatákat, ám egy ütközetben elesik.

## Születések
- Valens, római császár (†378)

## Halálozások
- I. Alexandrosz, alexandriai püspök

## Fordítás
- Ez a szócikk részben vagy egészben  a(z)   328 című angol Wikipédia-szócikk ezen változatának fordításán alapul.  Az eredeti cikk szerkesztőit annak laptörténete sorolja fel. Ez a jelzés csupán a megfogalmazás eredetét és a szerzői jogokat jelzi, nem szolgál a cikkben szereplő információk forrásmegjelöléseként.